# Чулок (приток Берёзовки)
Чулок — река в России, протекает в Троицко-Печорском районе Республики Коми и Чердынском районе Пермского края.

## Описание
Берёт начало на территории Республики Коми, примерно в 1,5 км от границы с Пермским краем. Далее протекает в северной части Чердынского района Пермского края. Течёт преимущественно в восточном и северо-восточном направлениях. Устье реки находится в 20 км по правому берегу реки Берёзовки. Длина реки составляет 13 км. Населённых пунктов на берегах реки нет.

## Данные водного реестра
По данным государственного водного реестра России относится к Камскому бассейновому округу, водохозяйственный участок реки — Кама от водомерного поста у села Бондюг до города Березники, речной подбассейн реки — бассейны притоков Камы до впадения Белой. Речной бассейн реки — Кама.
Код объекта в государственном водном реестре — 10010100212111100006383.